# Ján Mjartan
Ján Mjartan (Szebed, 1902. május 5. - Pozsony, 1996. december 16.) szlovák néprajzkutató.

## Élete
Sokgyermekes parasztcsaládban született. Privigyén végezte a középiskolát, ott is érettségizett, majd két évig hivatalnokoskodott. A pozsonyi Comenius Egyetem földrajz-történelem szakára iratkozott be, harmadik szakként néprajzot is hallgatott. Diplomázása után 1925-től egy darabig egyetemi asszisztens Karel Chotek mellett, majd privigyei, trencséni, nagymihályi és zsolnai középiskolákban volt tanár. Ekkor már néprajzi kutatásokkal is foglalkozott, tanulmányokat közölt.
1949-ben megbízást kapott a Szlovák Tudományos Akadémia Néprajzi Intézetének megszervezésére. 1949-1958 között a Néprajzi Intézet vezetője. 1967-ben doktorált. Legjelentősebb művei a népi építészet és a halászat témakörében születtek. Foglalkozott még a népi vadászattal és méhészettel, továbbá a zempléni hitvilág gyűjtésével.
A Národopisný sborník szerkesztésével a néprajzi periodikus közlések alapjait rakta le. A magyarországi kollégákkal való együttműködés eredményeként 1955-ben megalakult a Tótkomlóst kutató munkaközösség, melynek szlovák és magyar néprajzkutató tagjai voltak.

## Művei
- 1960 Novšie príspevky k výskumu juhoslovenského domu. Slovenský Národopis 8, 400-430
- 1967 Ľudové rybárstvo na Československom Pomoraví
- 1984 Ľudové rybárstvo na Slovensku. Bratislava